# انحناء الغشاء

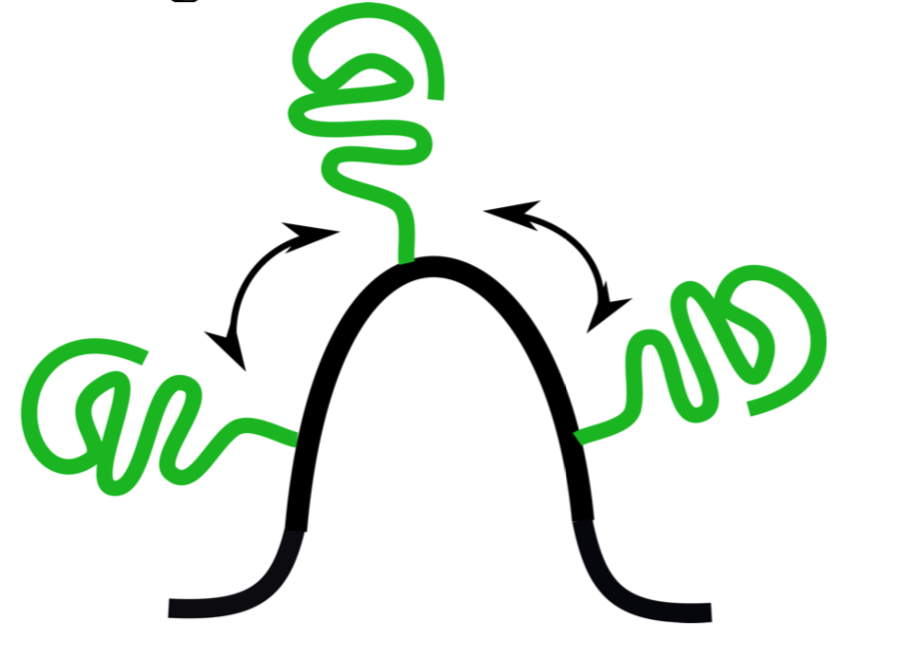
يوضح الشكل انحناء الغشاء الناتج عن تزاحم البروتين. عند وجود تركيز محلي عال من البروتينات (بالأخضر) على سطح الغشاء (بالأسود)، يمكن أن يحدث انحناء الغشاء. تحاجج الفرضية بأن التركيز العالي للبروتين يزيد من احتمال التنافر بين البروتينات ويولد ضغطا فراغيا بينها. ولتخفيف هذا الضغط ينحني الغشاء الدهني لتقليل التنافر بين البروتينات.

انحناء الغشاء يشير إلى التطوي الفيزيائي لليبيد ثنائي الطبقة، لتلبية مختلف التغيرات الشكلية للخلية وكذلك لتكوين وسائط النقل المحاطة بالغشاء مثل الحويصلات الكروية والنبيبات.
انحناء الغشاء عملية نشطة تتوسطها وتتحكم فيها عدة بروتينات متخصصة باستخدام آليات عامة منها: تغيير تكوين ولاتناظر [الإنجليزية] الليبيد، تموضع النطاقات عبر الغشائية للبروتينات عبر الغشائية أو تزاحم النطاقات، الإدخال القابل للعكس لأنماط البروتين الكارهة للماء، الإسقال [الإنجليزية] النانوي عبر تمقلل نطاقات البروتين المحبة للماء، إسقال عياني بالهيكل الخلوي بواسطة قوى تولدت من التبلمر والمحركات الجزيئية. فضلا عن دور انحناء الغشاء في تحديد شكل الخلية أو العضية، يمكن أن يؤثر الانحناء الموضعي على عمليات مثل اندماج وانشقاق الغشاء وكذلك تركيز البروتينات وتنشيط الإنزيمات على الأغشية.